# Cobos de Fuentidueña
Cobos de Fuentidueña – gmina w Hiszpanii, w prowincji Segowia, w Kastylii i León, o powierzchni 13,85 km². W 2011 roku gmina liczyła 37 mieszkańców.